# Leptidosophia lutescens
Leptidosophia lutescens är en tvåvingeart som beskrevs av Townsend 1931. Leptidosophia lutescens ingår i släktet Leptidosophia och familjen parasitflugor.
Artens utbredningsområde är Peru. Inga underarter finns listade i Catalogue of Life.